# Roepstorff
Roepstorff er navnet på en dansk slægt, der forekommer tidligst med krigs-og proviantkommissær Christopher Roepstorf (1615-65). Hans søn, kaptajn, senere oberst Johann Christoph Roepstorf (1659-1731) blev adlet 16. april 1701 med navnet de Roepstorf.-Slægten skriver sig de Roepstorff.
slægter oprettet Grevskabet Roepstorff 4 april 1810.
 Der er for få eller ingen kildehenvisninger i denne artikel, hvilket er et problem. Du kan hjælpe ved at angive troværdige kilder til de påstande, som fremføres i artiklen.